# レラジェ

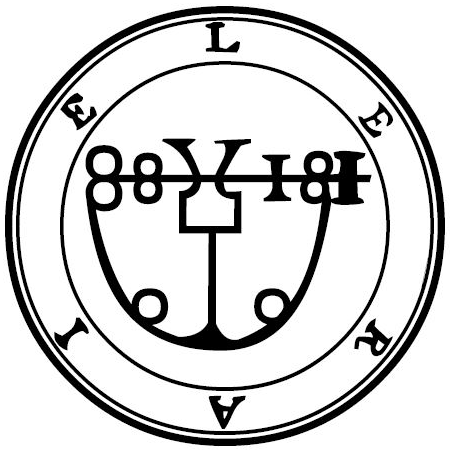
『ゴエティア』に記されたレライエ(Leraie)のシジル

レラジェは、悪魔学における悪魔の一人。

## 概要
レラージェ（Leraje）レライエ（Leraie,Leraye）、レライハ（Leraikha）、ロレイ（Loray）、オライ（Oray）とも呼ばれる。『ゴエティア』によると、30の軍団を率いる序列14番の地獄の大侯爵。
『大奥義書』によると、サルガタナスの配下にあるという。
召喚者の前に、弓矢を手にし、緑色の服を着た狩人の姿で現れる。戦いと論争を引き起こし、矢によって傷を治癒することができ、敵には壊疽傷を与えることが出来るとされる。 十二宮の射手座に属するともいわれる。